# Sokhna Lycka Sy
Pour les articles homonymes, voir Sy.
Sokhna Lycka Sy (née le 17 octobre 1988 à Gandiaye) est une joueuse sénégalaise de basket-ball, au poste d'arrière. Elle est membre de l'équipe du Sénégal de basket-ball féminin et a participé au championnat d’Afrique de basket-ball féminin 2017.
Elle est la sœur des joueuses de basket-ball Anta Sy et Mame-Marie Sy-Diop.

## Palmarès
- Médaille d'argent du Championnat d’Afrique de basket-ball féminin 2017
- Médaille de bronze du Championnat d’Afrique de basket-ball féminin des 20 ans et moins 2006